# Teologi
Teologi (grekiska: θεός - gud, λόγος - ord, kunskap, förståelse, mening) är "läran om Gud". I sin ursprungliga, och bokstavliga, betydelse, inbegriper begreppet en innebörd av teoretiska tankar och uppfattningar kring det övervärldsliga ("Gud"), världens beskaffenhet och människans förhållande till den övervärldsliga verkligheten. 
I Sverige används av historiska skäl begreppet teologi ofta synonymt med religionsvetenskap, det vetenskapliga studiet av religion. Religionsvetenskapen kännetecknas dock av ett areligiöst förhållningssätt till religionen, till skillnad från den traditionella teologin som innefattar konfessionell dogmatik.

## Begreppet teologi
De senaste två tusen åren har begreppet teologi genomgått en avsevärd begreppsförskjutning. Termen uppkom under antiken, och användes då för att beteckna diskurser om gudar och kosmologi och de första teologerna betraktades som heretiker då religionen var förbunden med de respektive statsmakterna och inte fick ifrågasättas. Sokrates ansågs följaktligen lära ut ateism när han diskuterade teologi, och dömdes därför till döden.
Aristoteles indelade teoretisk filosofi i mathematice (matematik) phusike (fysik) och theologike (teologi), och i detta fall bör teologi förstås som metafysik. Romaren Marcus Terentius Varro indelade teologin i tre diskursfält: mytisk teologi (om gudamyterna), rationell teologi (filosofisk analys av gudar och kosmologi), och civil teologi (om medborgares riter och religiösa plikter).
De tidigaste kristna verkade i den grekiska traditionen och anammade flera av antikens begrepp. Det framgår bland annat av bibliska handskrifter, som en alternativ version av Uppenbarelseboken som börjar apokalupsis ioannou tou theologou, "uppenbarelser av Johannes, teologen". "Teolog" i detta sammanhang ska sannolikt förstås på ett annat sätt än det brukas numera; Johannes uppenbarade Guds (Theos) ord (logos). Fram till medeltiden förekommer en brokig mångfald av ordets betydelse. 
Under högmedeltidens skolastik, kom teologi att avse ett rationellt studium av kristna doktriner, eller disciplinen som undersöker sammanhang, språkliga implikationer och påståenden i Bibeln och den kristna traditionen. 
När sekulariseringen på allvar fick spridning under 1900-talet, och teologin som vetenskapligt studium på allvar kom att ifrågasättas, i Sverige mycket genom filosofiprofessorn Ingemar Hedenius, blev det viktigare för teologin att visa sitt akademiska berättigande. Som en följd av detta kom begreppet teologi inom den svenska akademiska världen delvis att ersättas av religionsvetenskap. Således har termen idag två huvudsakliga betydelser på svenska; dels konfessionella föreställningar och reflexioner kring den egna guden, och dels det vetenskapliga ämnet. I den allmänna debatten i Sverige, liksom på svenska universitet, används idag teologi huvudsakligen i betydelsen religionsvetenskap. I stora delar av övriga världen finns dock fortfarande en tydlig uppdelning mellan dessa två termer.

## Ämnet teologi i Sverige under nyare tid
Ända fram till 1830-talet ägnade sig universitetens teologiska fakulteter uteslutande åt forskning. Verksamheten hade inget pastoralt syfte och var inte ämnad för blivande församlingspräster. Prästutbildningen skedde vid stiftsstädernas gymnasier. Först från 1830-talet kom prästutbildningen att förläggas till universiteten i Uppsala och Lund. 
Parallellt med att grundskolans kristendomsundervisning ersattes av religionskunskap, byttes ämnet teologi vid merparten av de svenska lärosätena namn till religionsvetenskap under åren 1969–1976. Teologi som begrepp lever dock kvar i titeln på akademiska examina: teologie doktor och teologie kandidat, doktor respektive kandidat i religionsvetenskap, samt som namn på två av de konfessionellt oberoende svenska universitetens religionsvetenskapliga fakulteteter och institutioner; Teologiska fakulteten och Teologiska institutionen vid Uppsala universitet samt Centrum för teologi och religionsvetenskap vid Lunds universitet.
År 1974 kom RUMO-reformen, utredningen om religionsvetenskapliga utbildningens mål och organisation, där det fastslogs att teologi blev ett delämne i det religionsvetenskapliga studiet och att utbildningen skulle vara icke-konfessionell. Detta ledde till att Svenska kyrkan övertog en del av prästutbildningen med undervisning i konfessionell teologi. Tre av de fyra högskolor som använder termen teologi om sin religionsrelaterade undervisning - Örebro teologiska högskola, Johannelunds teologiska högskola, Ersta Sköndal högskola - fick status som högskolor 1993, och den tredje, Teologiska högskolan i Stockholm, grundades av Svenska missionsförbundet och Svenska baptistsamfundet 1997 genom sammanslagning av deras tidigare seminarier. Samtliga dessa skolor drivs av religiösa samfund. Johannelunds teologiska högskola utbildar som enda konfessionella skola även präster för tjänst i Svenska kyrkans ordning.

## Teologi och religionerna

### Kristen teologi

#### Historik
Under kristendomens första århundraden bedrevs teologin, reflexionerna kring Gud, i huvudsak av kyrkans företrädare - Jesu lärjungar, kyrkofäderna och präster - som samlade efterföljare omkring sig. Även enskilda eremiter och personer som menade sig vara utsända av Gud till profeter kunde samla inte oansenliga grupper av efterföljare.
I och med klosterväsendets införande under mitten av den västerländska tideräkningens första millennium kom det teologiska studiet att uppstå där och blev också mer institutionaliserad. När universiteten grundades i västerlandet under medeltiden blev studieämnena indelade hierarkiskt med teologi som det högsta ämnet. Av de ämnen som idag är innefattade i teologin existerade ursprungligen de inriktningarna som idag kallas exegetik (bibelvetenskap), kyrkohistoria, kyrkovetenskap och tros- och livsåskådningsvetenskap (etik, (religions-)filosofi och dogmatik). Då det var kyrkan som införde utbildningsväsendet i Europa och då kyrkan också länge var den institution som hade ansvaret för all form av utbildning, kom kyrkans företrädare också starkt att påverka såväl utbildningens utformande som dess vetenskapliga axiom och såväl de kyrkliga som de vetenskapliga dogmerna.
De äldsta lärosätena för teologi finns i södern och Orienten, såsom Koptisk-ortodoxa kyrkans skola i Egypten och Kateketskolan i Alexandria. I Sinai uppfördes även det första klostret i världen, Katarinaklostret, där flera dokument finns bevarade från kristendomens första tid.
Fram till upplysningen i västerlandet var bibelvetenskapens mål i allt väsentligt att träna studenten i att uttyda Guds vilja och i vidare mening att vinna egen och andras frälsning. En annan tolkning av Bibeln uppkom dock i Florens under renässansen, i samband med humanismens framträdande. Humanisterna i Florens skapade den moderna källkritiken och utvecklade textkritiken, ifrågasatte den institutionaliserade kyrkans auktoritet inom bibelvetenskapen och teologin, och dess ofelbarhet beträffande etiska dogmer. 
De humanistiska idéerna fick dock inget reellt genomslag inom teologin förrän under 1700-talet, då upplysningsidealen gav upphov till liberalteologin i framför allt det protestantiska norra Europa. Bland de första liberalteologerna märks Johann Salomo Semler, vars historisk-kritiska forskning kom att få stor betydelse för den fortsatta bibelvetenskapen, och David Strauss. Som rörelse är liberalteologin ingalunda enhetlig, men bland dess främsta kännetecken märks huvudsakligen den historisk-kritisk hållningen gentemot de religiösa skrifterna samt att förnuftet ställs över, eller i vissa, mer sällsynta fall, jämställs med uppenbarelsen som källa till andlig kunskap. 
Samtidigt med liberalteologins spridning fick européer genom kolonialismen alltjämt ökad insikt i andra religioner än kristendomen och intresset som detta väckte ledde till att religionshistoria etablerades som ett eget ämne inom teologin. Den första professuren i religionshistoria inrättades vid universitetet i Leiden under 1800-talet. Professuren innehades först av X.C.P. Thiele. 
Bland annat som en reaktion mot liberalteologin, men också för att utgöra en motvikt mot den uppfattade sekulariseringen av hela samhället, framträdde under 1800-talet högkyrkligheten i det protestantiska Europa. Som startpunkt för högkyrkligheten har bland annat hävdats John Kebles predikan mot "det nationella avfallet" i Oxford 1833. Högkyrkligheten kom att få stor betydelse för det praktiska kyrkolivet. Rörelsens teologiska program utgick huvudsakligen från ecklesiologin (teologin om kyrkan) och kom på så sätt på att verka för ekumenik och utökad kontakt mellan kristna samfund.
I romersk-katolska länder framträdde under samma tid nythomismen som ville återgå till skolastikens strängare teologi, och som motreaktion mot denna, modernismen som strävade mot ökad anpassning till det moderna samhället.
I Sverige, Tyskland och Finland uppstod under senare delen av 1800-talet och början av 1900-talet folkkyrkotanken som kombinerade lutherdom med nationalism.
Runt 1900 skapades religionssociologin med Max Webers arbeten, och religionspsykologin med G.S. Hall och William James. Dessa ämnesgrenar, idag sammanförda i ämnesområdet religionsbeteendevetenskap, behandlar religionen och dess funktion för samhälle respektive individ, placerar dem vanligtvis längre från auktoritetstro, tradition och dogmer än tidigare teologisk forskning. I och med religionsbeteendevetenskapens intåg i den akademiska världen, började också den akademiska teologin att på allvar ställa sig vid sidan av den konfessionella.
Eftersom religionspsykologin bland annat har sysslat med freudianska analyser av religiösa frontalpersoner och andra psykologiseringar av religiösa erfarenheter, har detta ämne emellanåt uppfattats som kontroversiellt. 
Under 1900-talet utkristalliserades ytterligare ett teologiskt ämnesområde, missionsvetenskap, som tillsammans med kyrkohistoria och kyrkovetenskap idag är sammanförda till ämnesområdet kyrko- och missionsstudier.
Med början i Sydamerika kom även befrielseteologin att få synnerligen stort inflytande på såväl den akademiska som konfessionella teologin under efterkrigstiden, och tillsammans med allmänna politiska idéströmningar gav även upphov till den feministiska teologin och queerteologin.

#### Bibelteologi
Bibelteologi kallas det vetenskapliga arbetet med att sammanfatta Bibelns teologi. Ämnet ligger i gränslandet mellan det exegetiska studiet och den systematiska teologin. Bibelteologiska framställningar struktureras ofta kronologiskt till skillnad från den systematiska teologin som alltid arbetar tematiskt. På grund av att bibelvetenskapen vid de flesta universitet, högskolor och teologiska seminarier är indelad i två discipliner är många bibelteologiska framställningar begränsade till att omfatta bara Gamla eller Nya testamentet.
Diskussionen om Gamla testamentets teologi har under andra halvan av 1900-talet främst handlat om huruvida det finns ett teologiskt centrum i dess teologi. Detta beror mycket på att Walter Eichrodt skrev en klassiker i ämnet på 1930-talet som hade förbundet som centrum. Mot detta reagerade bland andra Gerhard von Rad som skrev en bok där det frälsningshistoriska skeendet gett strukturen åt boken, detta bland annat för att bättre göra rättvisa åt det historiska förloppet bakom Gamla testamentets framväxt.
På senare tid har Francis Watson ifrågasatt om man verkligen kan skriva en gammaltestamentlig teologi utan att ta med Nya testamentet i framställningen. Att det finns något som kallas Gamla testamentet beror på att det finns ett som kallas Nya testamentet, liksom att om inte andra världskriget hade varit hade man bara kallat första världskriget för "världskriget", och det gjorde man till och med att det andra världskriget inföll.

### Teologin i icke-kristna religioner
Förutom de två huvudbetydelserna av teologi; som kristna konfessionella tankar kring Gud och akademiska, vetenskapliga studier av de samma, förekommer teologi, i betydelsen intellektuella reflektioner kring den egna gudomen, på något vis inom alla samhällen där det finns institutionaliserade trossystem kring en övervärldslig verklighet.
Inom buddhismen är teologin central för själva religionen. Begreppet blir dock något missvisande, då det inom huvudfåran av buddhistisk världsuppfattning saknas ett motsvarade begrepp för Gud, theos. Den buddhistiska teologin går av denna orsak vanligen under beteckningen buddhistisk filosofi. 
Islam har genom historien inte fäst samma vikt vid teologi, som inom islam kallas kalam, som kristendomen. I stället har den islamiska lagen, sharia, en mera framträdande roll i religiösa diskurser och akademiska religiösa studier. Den kristna motsvarigheten till sharia är kanonisk rätt, som i teokratier var en komponent i landets rättssystem. Religiösa filosofer inom islam uppfattas ofta inte som teologer, utan som författare som skrivit om Gud. 
Eftersom judendomen har varit en minoritetsreligion under i princip hela den västerländska tideräkningen, har judisk teologi inte haft samma akademiska förankring som sin kristna motsvarighet och teologiska spörsmål har behandlats lokalt i synagogor. Den judiska teologin har dock haft stort inflytande på såväl islamisk som kristen teologi. Judendomens teologer har genom historien i allt väsentligt varit rabbinerna, men under 1900-talets sista decennium började även vetenskapliga, icke-konfessionella, institutioner framträda.

## Ämnesöversikt
Vid de svenska universiteten och högskolorna finns idag en femdelad uppdelning inom de teologiska fakulteterna. På få eller inga av utbildningssätena finns dock alla ämnen representerade, och i några fall varierar ämnesnamnen.
- Exegetik eller Bibelvetenskap
  - Nya testamentets exegetik
  - Gamla testamentets exegetik

- Kyrko- och missionsstudier
  - Kyrkohistoria
    - Patristik

  - Kyrkovetenskap eller Praktisk teologi
  - Missionsvetenskap
    - Ekumenik

- Tros- och livsåskådningsvetenskap
  - Etik
  - Religionsfilosofi
  - Systematisk teologi
    - Livsåskådningsforskning

- Religionsbeteendevetenskap
  - Religionspedagogik
  - Religionspsykologi
  - Religionssociologi

- Religionshistoria
  - Allmän religionshistoria
  - Judaistik
  - Islamologi

## Teologiska begrepp i urval
| - agnosticism - animism - ateism - eskatologi | - gud - kult - monoteism - panteism | - polyteism - synkretism - teodicé - uppenbarelse |  |

### Kristna teologiska begrepp i urval
| - Den Helige Ande - ecklesiologi - ekumenik - empati - Fadern - frälsning | - försoning - helgelse - Jesus - kristologi - kärleksbudskapet - liturgi | - Messias - nåd - sakrament - synd - treenigheten - trosbekännelse |

### Judiska teologiska begrepp i urval
| - Kabbalah - Mishna - Shema | - Talmud - Torah - Tosefta |

### Muslimska teologiska begrepp i urval
| - Dhikr - Hajj - Halal | - Profet - Sunna - Sharia | - Salafism - Ibada - Ijmaa | - Takfir - Shirk - Tawheed | - Alim - Jahiliya - Fiqh | - Aqida - Minhaj - Riwaya |

### Teologiska termer inomBahaii urval
- Kitab-i-Iqan
- Bayán
- Progressiv uppenbarelse